# San José kommun, Choluteca
San José är en kommun i Honduras.   Den ligger i departementet Choluteca, i den sydvästra delen av landet, 50 km sydväst om huvudstaden Tegucigalpa. Antalet invånare är 3 397. Arean är 62 kvadratkilometer.
Terrängen i San José är kuperad.